# نخست‌مارمولکان
نخست‌مارمولکان(نام علمی: Eolacertilia) نام یک سرده از فرورده پولک‌سوسمارشکلان است.